# Liste der denkmalgeschützten Objekte in Waldneukirchen
Die Liste der denkmalgeschützten Objekte in Waldneukirchen enthält die 14 denkmalgeschützten, unbeweglichen Objekte der Gemeinde Waldneukirchen im oberösterreichischen Bezirk Steyr-Land.

## Denkmäler
| Foto |                 | Denkmal                                                                  | Standort                                               | Beschreibung | Metadaten |
| ---- | --------------- | ------------------------------------------------------------------------ | ------------------------------------------------------ | --- | --- |
| ja   | Datei hochladen | Eisenbahnstrecke HERIS-ID: 26105 Objekt-ID: 22563                        | Bahnstrecke Steyr bis Grünburg Standort KG: St. Nikola | | BDA-Hist.: Q37899477 Status: Bescheid Stand der BDA-Liste: 2025-06-30 Name: Eisenbahnstrecke GstNr.: 740/1 Museumsbahnhof Grünburg                                               |
| ja   | Datei hochladen | Eisenbahnstrecke HERIS-ID: 45976 Objekt-ID: 47568                        | Lokalbahn Steyr-Grünburg Standort KG: St. Nikola       | | BDA-Hist.: Q38018377 Status: Bescheid Stand der BDA-Liste: 2025-06-30 Name: Eisenbahnstrecke GstNr.: 739 Museumsbahnhof Grünburg                                                 |
| ja   | Datei hochladen | Lokschuppen HERIS-ID: 26107 Objekt-ID: 22566                             | bei Steyrstraße 11 Standort KG: St. Nikola             | | BDA-Hist.: Q37899508 Status: Bescheid Stand der BDA-Liste: 2025-06-30 Name: Lokschuppen GstNr.: 740/1 Waldneukirchen Lokschuppen                                                 |
| ja   | Datei hochladen | Lok-Remise HERIS-ID: 45980 Objekt-ID: 47573                              | bei Steyrstraße 11 Standort KG: St. Nikola             | | BDA-Hist.: Q38018398 Status: Bescheid Stand der BDA-Liste: 2025-06-30 Name: Lok-Remise GstNr.: .91 Waldneukirchen Lokremise                                                      |
| ja   | Datei hochladen | Bahnhof Steyrtalbahn HERIS-ID: 18793 Objekt-ID: 15088                    | Steyrstraße 13 Standort KG: St. Nikola                 | | BDA-Hist.: Q37845932 Status: Bescheid Stand der BDA-Liste: 2025-06-30 Name: Bahnhof Steyrtalbahn GstNr.: 740/1 Museumsbahnhof Grünburg                                           |
| ja   | Datei hochladen | Gütermagazin HERIS-ID: 26106 Objekt-ID: 22565                            | bei Steyrstraße 13 Standort KG: St. Nikola             | | BDA-Hist.: Q37899494 Status: Bescheid Stand der BDA-Liste: 2025-06-30 Name: Gütermagazin GstNr.: 740/1 Museumsbahnhof Grünburg                                                   |
| ja   | Datei hochladen | Bahnhofareal, Gleisanlagen etc. HERIS-ID: 38711 Objekt-ID: 38297         | bei Steyrstraße 13 Standort KG: St. Nikola             | | BDA-Hist.: Q37983452 Status: Bescheid Stand der BDA-Liste: 2025-06-30 Name: Bahnhofareal, Gleisanlagen etc. GstNr.: 740/1 Museumsbahnhof Grünburg                                |
| ja   | Datei hochladen | Bahnwärterhaus HERIS-ID: 26108 Objekt-ID: 22570                          | Steyrstraße 14 Standort KG: St. Nikola                 | | BDA-Hist.: Q37899538 Status: Bescheid Stand der BDA-Liste: 2025-06-30 Name: Bahnwärterhaus GstNr.: .86 Museumsbahnhof Grünburg                                                   |
| ja   | Datei hochladen | Bahnwärterhaus am Bahnhof Grünburg HERIS-ID: 45979 Objekt-ID: 47571      | Standort KG: St. Nikola                                | | BDA-Hist.: Q38018389 Status: Bescheid Stand der BDA-Liste: 2025-06-30 Name: Bahnwärterhaus am Bahnhof Grünburg GstNr.: .89 Waldneukirchen, Aufnahmegebäude Grünburg              |
| ja   | Datei hochladen | Friedhofskapelle HERIS-ID: 18779 Objekt-ID: 15074                        | Bad Haller Straße Standort KG: Waldneukirchen          | Die Einweihung des Friedhofs und der neugotische Kapelle fand 1850 statt. Das Kreuz in der Kapelle kam aus München, wahrscheinlich aus der Schule der Schwanthaler. Im Jahre 1954 baute man den Turm für die „Peter-Mandorfer-Gedächtnisglocke“ auf die Kapelle. | BDA-Hist.: Q37845907 Status: § 2a Stand der BDA-Liste: 2025-06-30 Name: Friedhofskapelle GstNr.: 152/2 Waldneukirchen Friedhofskapelle                                           |
| ja   | Datei hochladen | Kath. Pfarrkirche hll. Peter und Paul HERIS-ID: 18776 Objekt-ID: 15071   | bei Dorfplatz 8 Standort KG: Waldneukirchen            | Eine Urkunde von 1337 belegt, dass Waldneukirchen schon früh eine eigene Pfarre war. Zu dieser Zeit wurden auch der Chor mit dem einfachen Kreuzrippengewölbe mit 5/8-Schluss errichtet. Durch den Bau eines wohl proportionierten Langhauses im Jahre 1457 wurde die Kirche erweitert. Im 16. Jahrhundert fügte man das Seitenschiff hinzu. Die Barockisierung begann 1723 und ist noch am Marienaltar und der Turmkuppel erkennbar. Bei der Renovierung nach dem Brand vom 17. Dezember 1982 fand man an der rechten Chorwand ein großes gotisches Fresko (Michael der Seelenwäger). Im Zuge dieser Arbeiten wurden auch einige Umbauten durchgeführt und neugotische Elemente entfernt. | BDA-Hist.: Q17126930 Status: § 2a Stand der BDA-Liste: 2025-06-30 Name: Kath. Pfarrkirche hll. Peter und Paul GstNr.: .1 Pfarrkirche hll. Peter und Paul, Waldneukirchen         |
| ja   | Datei hochladen | Figurenbildstock hll. Petrus und Paulus HERIS-ID: 18777 Objekt-ID: 15072 | Dorfplatz 8, in der Nähe Standort KG: Waldneukirchen   | | BDA-Hist.: Q37845894 Status: § 2a Stand der BDA-Liste: 2025-06-30 Name: Figurenbildstock hll. Petrus und Paulus GstNr.: .1 Statues of Saint Peter and Saint Paul, Waldneukirchen |
| ja   | Datei hochladen | Pfarrhof HERIS-ID: 18780 Objekt-ID: 15075                                | Dorfplatz 12 Standort KG: Waldneukirchen               | Pfarrer Johann Finer ließ 1660 den Pfarrhof samt Wirtschaftsgebäude in Form eines großen Vierkanthofes aufbauen. Die Pfarre war damals auch eine Grundherrschaft mit 22 abgabepflichtigen Häusern. In den Jahren 1963 bis 1965 wurde ein Pfarrheim angebaut und 1975 der Wirtschaftstrakt abgerissen. Somit ist heute nur mehr der straßenseitige Teil des Pfarrhofes erhalten. | BDA-Hist.: Q37845921 Status: § 2a Stand der BDA-Liste: 2025-06-30 Name: Pfarrhof GstNr.: .2 Waldneukirchen Pfarrhof                                                              |
| ja   | Datei hochladen | Eisenbahnstrecke HERIS-ID: 45973 Objekt-ID: 47565                        | Waldneukirchen Standort KG: Waldneukirchen             | Anmerkung: Die an das Grundstück anschließende Brücke über die Steyr verbindet die Gemeinden Waldneukirchen und Steinbach. | BDA-Hist.: Q38018366 Status: Bescheid Stand der BDA-Liste: 2025-06-30 Name: Eisenbahnstrecke GstNr.: 1116 Waldneukirchen Eisenbahnstrecke 1116                                   |